# Stephen Miller (atleta)
Stephen James Miller (Newcastle upon Tyne, 27 de mayo de 1980) es un atleta británico que compite en los campos de lanzamiento de mazo y lanzamiento de disco paralímpicos.
Vive en Cramlington, Northumberland.
Miller ganó varias medallas en el Campeonato Mundial de Parálisis Cerebral en 2005, incluyendo el oro en mazo F32 y el oro en disco F32.
Ha ganado el oro en el lanzamiento de mazo en los Juegos Paralímpicos de Atlanta 1996, los Juegos Paralímpicos de Sídney 2000 y los Juegos Paralímpicos de Atenas 2004. Fijó una marca mundial de 33.53 m en ese evento en los juegos de Atenas. En los juegos del 2000 también ganó una medalla de bronce en el lanzamiento de disco. 
Miller ganó la medalla de plata en los Juegos Paralímpicos de Pekín 2008.
Fue seleccionado como capitán de la escuadra masculina de atletismo de los hombres para Gran Bretaña en los Juegos Paralímpicos de Londres 2012.
Miller fue nombrado miembro de la Orden del Imperio Británico en los honores de Año Nuevo de 2016 por servicios al deporte.
Le fue concedido las llaves de la ciudad de Cramlington el 7 de febrero de 2014.